# 傑拉德·波特頓
傑拉德．波特頓（英語：Gerald Potterton；1931年3月8日—2022年8月23日），加拿大知名動畫片導演與動畫製片。
傑拉德·波特頓出生於英國倫敦，以助理動畫師身分起步，之後前往加拿大定居，在1954年加入加拿大國家電影局，負責動畫與真人電影製作。
2022年8月23日，傑拉德．波特頓於魁北克辭世。

## 生平
傑拉德·波特頓出生於英國倫敦，並就讀於漢默史密斯藝術學院。畢業後，於1955年移居至加拿大。並從事動畫片製作。2022年於加拿大逝世，享耆壽91歲。

## 外部連結
- 傑拉德·波特頓在互联网电影资料库（IMDb）上的資料（英文）
- 傑拉德·波特頓的Discogs页面（英文）